# No Code
| Recensione | Giudizio |
| ---------- | -------- |
| AllMusic   | [ 1 ]    |

No code è il quarto album del gruppo statunitense Pearl Jam, pubblicato il 27 agosto 1996.

## Storia
Dopo la pubblicazione dell'album non vennero realizzati videoclip promozionali e come singolo da distribuire alle radio venne scelto il brano “Who You Are“; non vennero neanche rilasciate interviste né per la televisione che per la carta stampata.

## Copertina
Come nel precedente album Vitalogy, la confezione è in digipack. La copertina presenta un collage di immagini, polaroid scattate dal bassista Jeff Ament. La cover è ripiegata due volte e una volta aperta forma un quadrato all'interno del quale le foto danno forma all'immagine di un triangolo con all'interno un cerchio. All'interno della confezione si può trovare uno dei quattro set di cartoline che riproducono alcune delle polaroid presenti sulla cover, distribuiti casualmente nella tiratura dell'album.

## Disco
Nell'album è presente una certa varietà di stili differenti rispetto al passato, si comincia con i bassi di Sometimes, per passare a brani come Hail, Hail, che ricordano vagamente il passato, all'armonica a bocca di Smile o al sitar elettrico di Who You Are. Come negli album precedenti sono presenti anche delle ballate, come Present Tense. Inizia a intravedersi nel gruppo la voglia di sperimentare e di concentrarsi su stili diversi rispetto al passato. Forse anche per questo passaggio inevitabile per la band, l'album non ha avuto grande successo come i precedenti.

## Tracce
Testi di Eddie Vedder, eccetto Mankind di Stone Gossard.
1. Sometimes – 2:40 (musica: Eddie Vedder)
2. Hail, Hail – 3:41 (musica: Stone Gossard, Jeff Ament, Mike McCready)
3. Who You Are – 3:50 (musica: Stone Gossard, Jack Irons)
4. In My Tree – 3:59 (musica: Stone Gossard, Jack Irons, Eddie Vedder)
5. Smile – 3:52 (musica: Jeff Ament)
6. Off He Goes – 6:02 (musica: Eddie Vedder)
7. Habit – 3:35 (musica: Eddie Vedder)
8. Red Mosquito – 4:03 (musica: Jeff Ament, Stone Gossard, Jack Irons, Mike McCready, Eddie Vedder)
9. Lukin – 1:02 (musica: Eddie Vedder)
10. Present Tense – 5:46 (musica: Mike McCready)
11. Mankind – 3:28 (musica: Stone Gossard)
12. I'm Open – 2:57 (musica: Jack Irons, Eddie Vedder)
13. Around the Bend – 4:35 (musica: Eddie Vedder)

## Formazione
- Eddie Vedder – voce, chitarra, armonica a bocca
- Stone Gossard – chitarra, cori, voce su Mankind
- Mike McCready – chitarra, pianoforte
- Jeff Ament – basso, chitarra, Chapman Stick, cori
- Jack Irons – batteria